# ダイレクトアニメーション
ダイレクトアニメーション（direct animation）とは、絵や物をカメラで撮影するのではなく、フィルムを加工して作るアニメーション技法のこと。Drawn-on-film animation、 animation without camera、ダイレクト・フィルム（Direct Film-making）とも言われる。

## 技法

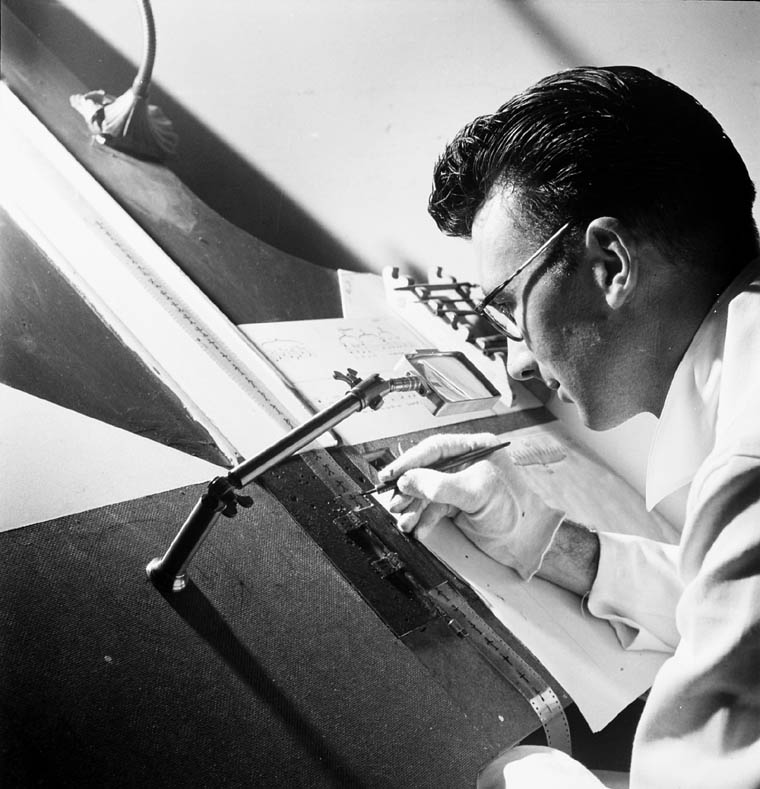
ノーマン・マクラレン(1944年5月)

ダイレクトアニメーションには大きくわけて2つのやり方がある。1つは未使用のフィルムで作られたもの、もう1つは現像済のフィルムで作られたものである。
未使用のフィルムを使う場合、フィルムに直接線画を描く、塗る、スタンプを押す、接着剤やテープで貼る。または、未露光フィルムの上にオブジェを乗せて暗室で光をあてて露光させる（この場合は現像する必要がある）。
現像済のフィルム（ストック・フッテージを含む）は、エッチングする、削る、穴を開ける。
ひとつでなく複数組み合わせることも可能である。
コマの枠内に入れても、はみだしてもかまわない。
既存の映像を利用するファウンド・フッテージの場合、写っている画像を物理的・化学的に加工する場合もある。
35mmフィルムや70mmフィルムの方が作業はやりやすいが、16mmフィルム、8ミリで作られた作品も多い。35mmフィルムのサウンドストリップは光学式なので、サウンドトラック領域を加工して、絵だけでなく音を作ることも可能である。

## 作家と作品
- アルナルド・ジンナとブルーノ・コッラ（イタリア）
- メアリー・ハロック＝グリーンウォルト（アメリカ） - 手描き。おそらく彼女の発明したカラーオルガンのために製作。
- マン・レイ『Emak-Bakia』(1926年、フランス） - 一部フィルムに直接露光
- レン・ライ（英語版）（ニュージーランド）
- ノーマン・マクラレン（カナダ）
- ハリー・スミス（アメリカ）
- ホセ・アントニオ・システィアガ（スペイン）
- スタン・ブラッケージ『MOTHLIGHT』（1963年、アメリカ） - 16mmフィルムの蛾の羽や花びらを貼り付ける[1]
- ピエール・エベール（カナダ）[2]
- キャロライン・リーフ[3]「姉妹」（1990）[4]
- スティーブン・ウロシェン
- ルーサー・プライス『Sodom』（1989） - 穴を開けたフィルムに別の映像を貼り付ける[1]
- ナオミ・ウーマン『Removed』（1999） - ポルノ映画のフッテージを加工[1]